# Calyptomma puritani
Calyptomma puritani är en kräftdjursart som beskrevs av W. M. Tattersall 1909. Calyptomma puritani ingår i släktet Calyptomma och familjen Mysidae. Inga underarter finns listade i Catalogue of Life.